# Saint-Bonnet-près-Riom
Saint-Bonnet-près-Riom là một xã ở tỉnh Puy-de-Dôme trong vùng Auvergne-Rhône-Alpes miền trung nước Pháp.